# Люлинецька сільська рада
| Люлинецька сільська рада — орган місцевого самоврядування у Калинівському районі Вінницької області з адміністративним центром у с. Люлинці. Сільській раді підпорядковані населені пункти: - с. Люлинці - с. Великі Кутища |

## Склад ради
Рада складається з 14 депутатів та голови.

## Керівний склад сільської ради
| ПІБ                            | Основні відомості                                                                         | Дата обрання | Дата звільнення |
| ------------------------------ | ----------------------------------------------------------------------------------------- | ------------ | --------------- |
| Коваль Валентина Володимирівна | Сільський голова, 1952 року народження, освіта, член Народно-демократичної партії України | 26.03.2006   | 26.01.2007      |
| Долюк Юрій Анатолійович        | Сільський голова, 1961 року народження, освіта, безпартійний                              | 03.06.2007   | 31.10.2010      |
| Петрук Олександр Миколайович   | Сільський голова, 1972 року народження, освіта вища, член Партії регіонів                 | 31.10.2010   |                 |

Примітка: таблиця складена за даними джерела